# Xylopteryx prasinaria
Xylopteryx prasinaria là một loài bướm đêm trong họ Geometridae.